# Massacre de Beaupréau
Le massacre de Beaupréau a lieu les 17 et 18 octobre 1793 pendant la guerre de Vendée.

## Déroulement
Le massacre se produit dans la nuit du 17 au 18 octobre 1793, après la victoire des républicains sur les Vendéens lors de la bataille de Cholet,. L'Armée catholique et royale, vaincue, se replie alors sur Saint-Florent-le-Vieil. 
Les forces républicaines des généraux Haxo, Beaupuy et Westermann se lancent à la poursuite des fuyards et atteignent avant minuit la petite ville de Beaupréau, située à une vingtaine de kilomètres au nord de Cholet. L'arrière-garde vendéenne est enfoncée et se replie sur Saint-Florent-le-Vieil. Le lendemain matin, à 9 heures, le gros de l'armée républicaine fait son entrée dans Beaupréau.
Les blessés de l'armée vendéenne laissés à Beaupréau sont massacrés par les troupes républicaines,,. Le général républicain Jean-Baptiste Kléber écrit dans ses mémoires : « A Beaupréau, on trouva quatre cents blessés à l'hôpital, qui furent immolés à la vengeance en représailles d'un pareil nombre de Républicains, égorgés sur les chariots de l'ambulance, à la retraite de Clisson »,,,.
Amédée de Béjarry, petit-fils de l'officier vendéen Amédée-François-Paul de Béjarry, rapporte dans ses Souvenirs, publiés en 1884, que le massacre se déroula dans le collège de Beaupréau, qui avait été transformé en hôpital : « Après la bataille de Cholet, les républicains s'en emparèrent et massacrèrent sans pitié tous les blessés — sept à huit cents! - qu'on y avait entassés : On les sabrait sur leurs lits, puis on les jetait, par les fenêtres, dans la cour de la maison. On disposa cette cour pour nous et sous nos yeux. J'ai pu assister plusieurs fois à l'exhumation de quelques-unes des nombreuses victimes de cette boucherie et compter sur leurs ossements le nombre ou la nature des coups sous lesquels elles avaient succombé. J'ai vu jusqu'à dix coups de sabre sur un seul crâne! [...] Cette boucherie s'accomplissait au moment même où Bonchamp faisait grâce à 6 000 prisonniers républicains ».

## Bilan humain
Dans ses mémoires, le général républicain Jean-Baptiste Kléber écrit que le massacre fait 400 morts,,,. Amédée de Béjarry porte quant à lui le nombre des blessés massacrés entre 700 et 800.